# Фінал кубка СРСР з футболу 1979
38-й фінал кубка СРСР з футболу відбувся на Центральному стадіоні в Москві 11 серпня 1979 року. У грі взяли участь московське і тбіліське «Динамо».

## Претенденти
- «Динамо» (Москва) — одинадцятиразовий чемпіон СРСР (1936в, 1937, 1940, 1945, 1949, 1954, 1955, 1957, 1959, 1963, 1976в), п'ятиразовий володар кубка СРСР (1937, 1953, 1967, 1970, 1977).
- «Динамо» (Тбілісі) — дворазовий чемпіон СРСР (1964, 1978), володар кубка СРСР (1976).

## Деталі матчу
| 11 серпня 1979 |

| «Динамо» (Тбілісі) | 0 – 0    | «Динамо» (Москва) |
| ------------------ | -------- | ----------------- |
|                    | Протокол |                   |

| Центральний стадіон (Москва) Глядачів: 60 000 Арбітр: Мирослав Ступар |

|                                                                                |       | Пенальті                                                                   |  |
| Кіпіані · Гуцаєв · Чивадзе · Дараселія · Шенгелія · М. Мачаїдзе · Сулаквелідзе | 5 — 4 | Маховиков · Максименков · Петрушин · Павленко · Бубнов · Толстих · Газзаєв |  |

| «Динамо» Тб    |                     |     |
|                |                     |     |
| ВР             | Отарі Габелія       |     |
| ЗХ             | Тенгіз Сулаквелідзе |     |
| ЗХ             | Олександр Чивадзе   |     |
| ЗХ             | Шота Хінчагашвілі   |     |
| ЗХ             | Давид Муджирі       | 61' |
| ПЗ             | Віталій Дараселія   |     |
| ПЗ             | Манучар Мачаїдзе    |     |
| ПЗ             | Вахтанг Корідзе     | 46' |
| НП             | Володимир Гуцаєв    |     |
| ПЗ             | Гоча Мачаїдзе       |     |
| НП             | Рамаз Шенгелія      |     |
| Заміни:        |                     |     |
| НП             | Давид Кіпіані       | 46' |
| ПЗ             | Нугзар Какілашвілі  | 61' |
| Тренер:        |                     |     |
| Нодар Ахалкаці |                     |     |

| «Динамо» М    |                       |      |
|               |                       |      |
| ВР            | Микола Гонтар         |      |
| ЗХ            | Євген Ловчєв          |      |
| ЗХ            | Сергій Нікулін        |      |
| ЗХ            | Олександр Маховиков   |      |
| ЗХ            | Олександр Бубнов      |      |
| ПЗ            | Олексій Петрушин      |      |
| ПЗ            | Микола Колесов        | 80'  |
| ПЗ            | Олександр Мінаєв      |      |
| ПЗ            | Микола Толстих        | 112' |
| НП            | Олександр Максименков |      |
| НП            | Валерій Газзаєв       |      |
| Заміни:       |                       |      |
| НП            | Вадим Павленко        | 80'  |
| Тренер:       |                       |      |
| Віктор Царьов |                       |      |